# Autopista Duarte
Die Autopista Juan Pablo Duarte DR-1 ist eine zweispurige Autobahn mit einer Länge von 270 Kilometern in der Dominikanischen Republik. Sie ermöglicht eine schnelle Verbindung von der Hauptstadt Santo Domingo an der Südküste zur zweitgrößten Stadt Santiago de los Caballeros und endet in der Stadt San Fernando de Monte Cristi (Provinz Monte Cristi) an der Nordküste.

## Verlauf

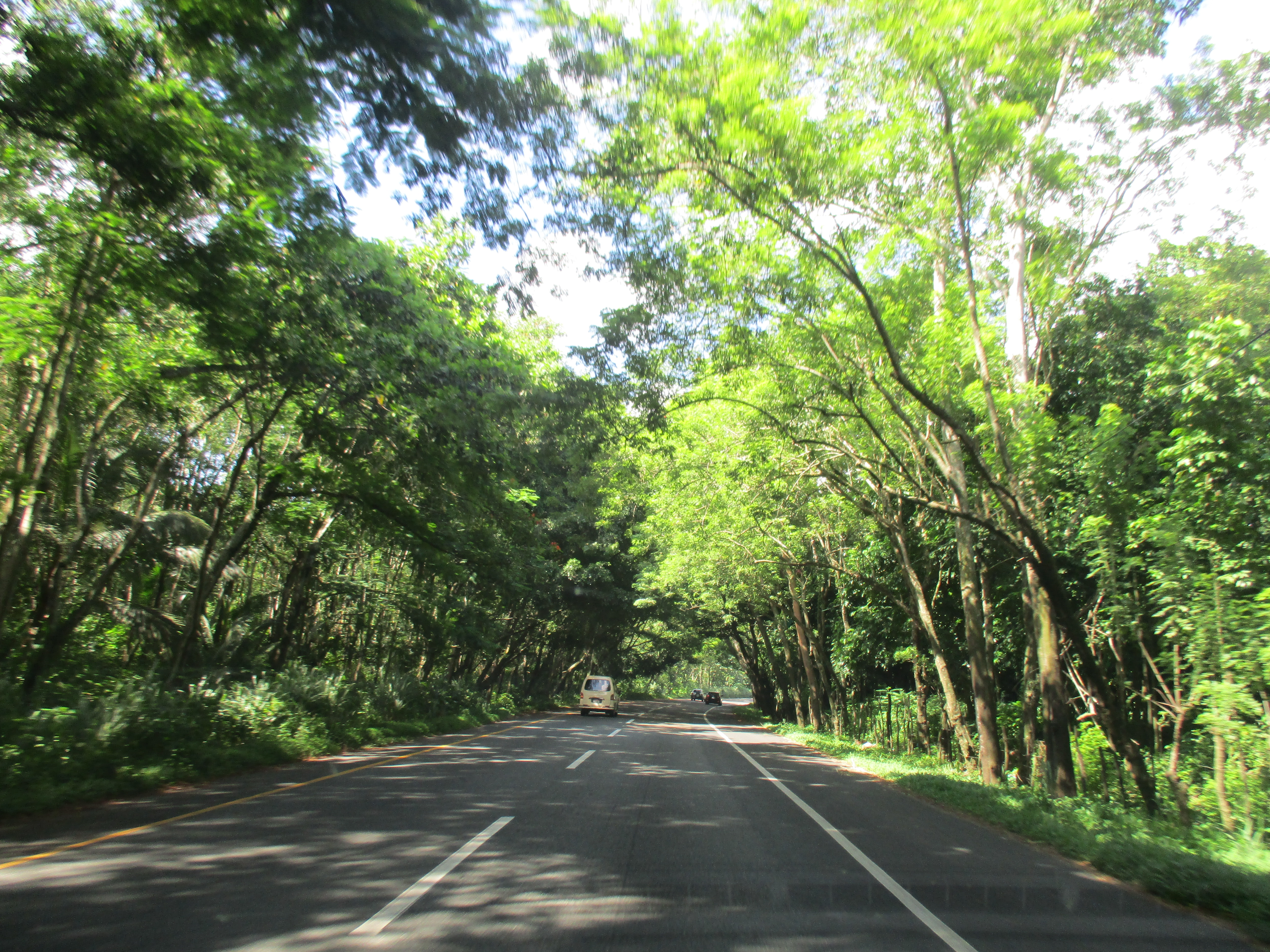
Südlich von La Vega

Die DR-1 beginnt im Zentrum von Santo Domingo, der Hauptstadt der Dominikanischen Republik. Sie führt in nordwestlicher Stadtrichtung heraus; in der Stadt trägt sie die Namen Expreso V Centenario und Expreso John F. Kennedy. Außerhalb der Stadt ist sie unter der Bezeichnung Autopista Juan Pablo Duarte, kurz Autopista Durante, bekannt. Die erste größere Stadt ist Bonao; die Route führt am nordöstlichen Stadtrand vorbei. Die nächste Stadt ist Concepción de la Vega, kurz La Vega; auch diese wird nordöstlich umfahren. Dagegen führt die Route durch die nachfolgende Stadt, Santiago de los Caballeros, die zweitgrößte Stadt der Dominikanischen Republik. Es gibt jedoch auch hier eine Ortsumfahrung, die alternativ genutzt werden kann. Die Route verläuft weiter nach Bisonó in westlicher Richtung. In San Fernando de Monte Cristi endet sie dann im Ortszentrum.

## Geschichte
Die Route ist eine der ältesten Straßen in der Dominikanischen Republik. Mit dem Bau der ursprünglichen Straße wurde 1917 begonnen; sie wurde 1922 fertiggestellt. Der mehrspurige Ausbau wurde bis 1997 abgeschlossen.